# 杉寛
杉 寛（すぎ かん、1889年8月14日 - 1974年8月7日）は、日本の俳優、元オペラ歌手である。杉 寬と表記されることもある。本名は杉山 寬治（すぎやま かんじ）。浅草オペラの花形として活躍し、後年は東宝、新東宝等で活躍したバイプレーヤーである。

## 来歴・人物
1889年（明治22年）8月14日、東京府東京市本郷区曙町（現在の東京都文京区本駒込）に生まれる。1919年（大正8年）に発行された『人気役者の戸籍調べ』（文星社）の杉の項では、生年は「明治二十五年」（1892年）、本名は杉山寬次（読み同じ）である旨が記されている。

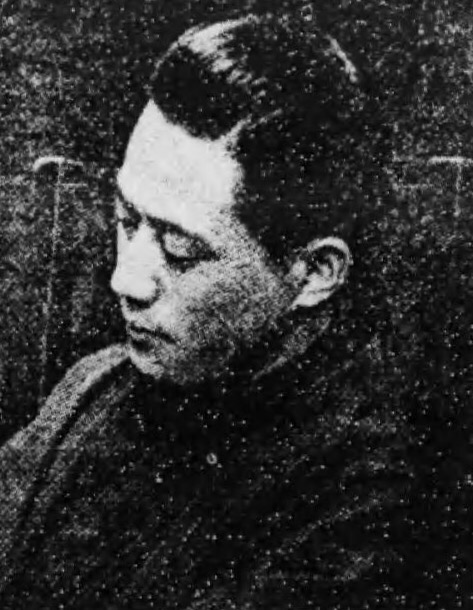
1921年の写真、満32歳。

東京府立第四中学校（現在の東京都立戸山高等学校）卒業。小間物商を経て欧州航路の船員となるが、1913年（大正2年）に帝国劇場洋劇部の第3期研究生となり、日本のオペラ界に影響を与えたイタリアの演出家ジョヴァンニ・ヴィットーリオ・ローシー（1867年 - 1940年）にオペラを師事。研究生卒業後は、同じく帝劇で伊庭孝、7代目松本幸四郎にも師事していた。1916年（大正5年）、傑作座で新劇を試みた後、浅草日本館での東京歌劇座の旗あげ公演に石井漠、沢モリノ、河合澄子らと共に参加し、横浜朝日座などに出演、浅草オペラの花形として活躍する。ところが、直後に病床に伏してしまい、永らく活動が出来ない日が続いていたが、1920年（大正9年）、早稲田劇場の舞台で復帰を果たした。同年に発行された『日本歌劇俳優写真名鑑』（歌舞雑誌社）など一部の資料によれば、東京府東京市浅草区浅草田島町（現在の東京都台東区西浅草2丁目）、神奈川県横浜市吉田町（現在の同市中区同町）、神奈川県横浜市太田町（現在の同市中区同町）と転々と住み、趣味は食道楽等という旨が記されている。
1923年（大正12年）9月1日、関東大震災が発生。杉はその日、金竜館で公演された舞台『カチカチ山』の公演中であり、杉は親狸の扮装のまま劇場から逃げ、一命を取り留めたという。震災後、浅草オペラは衰退の一途を辿ったが、1927年（昭和2年）1月、同じく浅草オペラの歌劇俳優だった相良愛子、宮城信子、岩間百合子、出雲久栄、井上起久子、北御門華子、千賀海寿一、町田金嶺、河邊喜美夫、宇都美清らと共に、大阪松竹座での更生歌劇団の旗揚げ公演に参加したと云う記録がある。同歌劇団は邦楽座（後の丸の内ピカデリー）などの公演を経て浅草に進出し、浅草オペラの復活を図ったが、間もなく解散している。
その後はオペラ界を離れ、1935年（昭和10年）、当時東宝映画に所属していた古川緑波一座に参加。後に幹部となり、有楽座（後のTOHOシネマズ有楽座、2015年閉館）に出演。その後、東宝の前身であるP.C.L.映画製作所に入社するが、同社にはかつて東京歌劇座に所属していた小島洋々（1891年 - 没年不詳）がいた。1937年（昭和12年）に公開された山本嘉次郎監督映画『良人の貞操』を始め、1940年（昭和15年）に公開された今井正監督映画『閣下』など、多数の作品に出演。戦後、1948年（昭和23年）からは新東宝に移籍する。以後、1961年（昭和36年）8月に同社が倒産するまで多くの作品に出演した。倒産後はフリーとなるが、1962年（昭和37年）7月7日から一週間だけ公開された古沢憲吾監督映画『重役候補生No.1』が最後の出演である。出演作品のほとんどが端役であったが、1954年（昭和29年）4月26日に公開された黒澤明監督映画『七人の侍』では茶店の亭主役を好演している。
1974年（昭和49年）8月7日、老衰のため、東京都中野区大和町の自宅で死去した。満84歳没。杉の死去から5年後、1979年（昭和54年）10月23日に発行された『日本映画俳優全集 男優篇』（キネマ旬報社）によれば、長男の杉江廣太郎（本名杉山弘太郎、1932年 - 1998年）も同所に在住していたようである。

## 出演作品

### P.C.L.映画製作所
特筆以外、全て製作は「P.C.L.映画製作所」、配給は「東宝映画」、全てトーキーである。
- 『ラヂオの女王』：監督矢倉茂雄、配給P.C.L.映画製作所、1935年8月11日公開
- 『歌ふ弥次喜多』：監督伏水修・岡田敬、配給P.C.L.映画製作所、1936年4月11日公開 - 宿屋の主人
- 『良人の貞操 前篇 春来れば』：監督山本嘉次郎、1937年4月1日公開 - 丸尾専介
- 『ハリキリボーイ』：監督大谷俊夫、1937年4月11日公開 - 村上課長
- 『良人の貞操 後篇 秋ふたたび』：監督山本嘉次郎、1937年4月21日公開 - 丸尾専介

### 東宝映画東京撮影所
特筆以外、全て製作は「東宝映画東京撮影所」、配給は「東宝映画」、全てトーキーである。
- 『愛国六人娘』：監督松井稔、1937年12月1日公開 - 萬里子の父
- 『鉄腕都市』：監督渡辺邦男、1938年2月20日公開 - 稲沢金二郎
- 『ロッパのガラマサどん』：監督岡田敬、1938年3月31日公開 - 中島課長
- 『ロッパのおとうちゃん』：監督斎藤寅次郎、1938年11月9日公開 - 先生
- 『娘の願ひは唯一つ』：監督斎藤寅次郎、1939年3月11日公開 - 社長
- 『ロッパの頬白先生』：監督阿部豊、1939年3月21日公開 - 理学博士・北村俊之
- 『ロッパの子守歌』：監督斎藤寅次郎、1939年6月20日公開 - レコード会社重役
- 『東京ブルース』：監督斎藤寅次郎、1939年9月30日公開 - 津山良之助
- 『御存知東男』：監督滝沢英輔、1939年12月29日公開 - 初音の亭主
- 『閣下』：監督今井正、製作東宝映画京都撮影所、1940年11月26日公開 - 栗山村長
- 『親子鯨』：監督斎藤寅次郎、1940年12月18日公開 - 水野船長
- 『昨日消えた男』：監督マキノ正博（マキノ雅弘）、1941年1月9日公開 - 大家勘兵衛
- 『暁の進発』：監督中川信夫、製作東宝映画京都撮影所、1941年1月24日公開 - 木崎忠作
- 『歌へば天国』：監督山本薩夫・小田基義、1941年6月10日公開 - レコード会社社長
- 『音楽大進軍』：監督渡辺邦男、製作東宝映画、配給映画配給社、1943年3月28日公開 - 山倉亮平
- 『楽しき哉人生』（『楽しき哉り人生』）：監督成瀬巳喜男、製作東宝、配給映画配給社、1944年1月27日公開 - 薬屋
- 『僕の父さん』：監督阿部豊、製作・配給東宝、1946年7月4日公開 - 矢野放送部長

### 新東宝
特筆以外、全て製作・配給は「新東宝」である。
- 『今日は踊って』：監督渡辺邦男、配給東宝、1947年3月25日公開 - 叔父
- 『かけ出し時代』：監督佐伯清、配給東宝、1947年7月15日公開 - マラソンの老人
- 『馬車物語』：監督中川信夫、配給東宝、1948年1月27日公開 - 父庄左衛門
- 『黒馬の団七』：監督稲垣浩、配給東宝、1948年6月8日公開 - 小左衛門
- 『生きている画像』：監督千葉泰樹、配給東宝、1948年10月26日公開 - 鶴井長太郎
- 『続 向う三軒両隣り スタコラ人生の巻』：監督渡辺邦男、配給東宝、1948年11月30日公開
- 『結婚三銃士』：監督野村浩将、配給東宝、1949年3月21日公開 - 鷲尾支配人
- 『流星』：監督阿部豊、配給東宝、1949年5月3日公開
- 『小原庄助さん』：監督清水宏、配給東宝、1949年11月8日公開 - 茂作老人
- 『東京カチンカ娘』：監督毛利正樹、共同製作青柳プロダクション・日本ユニットプロダクション、配給新東宝映画配給委員会、1950年1月15日公開
- 『妻と女記者』：監督千葉泰樹、共同製作藤本プロダクション、配給東宝、1950年4月2日公開
- 『女医の診察室』：監督吉村廉、配給東宝、1950年4月19日公開 - 牧師
- 『エノケンの底抜け大放送』：監督渡辺邦男、配給東宝、1950年4月23日公開 - のど自慢審査員
- 『細雪』：監督阿部豊、1950年5月17日公開 - 音やん
- 『母情』：監督清水宏、1950年6月28日公開
- 『黄金バット 摩天楼の怪人』：監督志村敏夫、製作新映画、配給東京映画、1950年12月23日公開 - 尾形精一郎
- 『盗まれた恋』（『盗まれた戀』）：監督市川崑、共同製作青柳プロダクション、1951年6月8日公開 - 銀行頭取
- 『有頂天時代』：監督毛利正樹、共作綜芸プロダクション、1951年7月6日公開 - 小使の爺さん
- 『完結 佐々木小次郎 巌流島決闘』（『完結 佐々木小次郎』）：監督稲垣浩、製作・配給東宝、1951年10月26日公開 - 神官
- 『中山安兵衛』：監督佐伯清、共同製作綜芸プロダクション、1951年4月1日公開 - 丹沢孫太夫
- 『平手造酒』：監督並木鏡太郎、1951年11月2日公開 - 松雲寺の老僧
- 『風雪二十年』：監督佐分利信、製作東映東京撮影所、配給東映、1951年11月16日公開 - 参謀長
- 『荒木又右衛門 決闘鍵屋の辻』（『決闘鍵屋の辻』）：監督森一生、製作・配給東宝、1952年1月3日公開 - 萬屋喜右衛門
- 『右門捕物帖 緋鹿の子異変』：監督中川信夫、1952年1月3日公開 - 河内屋
- 『戦国無頼』：監督稲垣浩、製作・配給東宝、1952年5月22日公開
- 『四十八人目の男』：監督佐伯清、製作・配給東宝、1952年6月26日公開 - 小野寺十内
- 『もぐら横丁』：監督清水宏、1953年5月7日公開 - 大観堂主人
- 『叛乱』：監督佐分利信・阿部豊、1954年1月3日公開 - 細川侯爵
- 『娘十六ジャズ祭』：監督井上梅次、1954年1月9日公開 - アパートの管理人山崎
- 『鯉名の銀平』：監督森一生、1954年1月15日公開 - 老人
- 『一等マダムと三等旦那』：監督小森白、1954年4月13日公開 - 千吉宅の爺や
- 『大阪の宿』：監督五所平之助、1954年4月20日公開 - おみつの父親
- 『七人の侍』：監督黒澤明、製作・配給東宝、1954年4月26日公開 - 茶店の亭主
- 『若き日の啄木 雲は天才である』：監督中川信夫、1954年5月25日公開 - 父一禎
- 『母の秘密』：監督内川清一郎、1954年6月15日公開 - 庄六
- 『次郎長三国志 第九部 荒神山』：監督マキノ雅弘、製作・配給東宝、1954年7月14日公開
- 『大岡政談・妖棋伝 前篇 白蝋の仮面』：監督並木鏡太郎、1954年8月10日公開 - 伊藤宗印
- 『大岡政談・妖棋伝 後篇 地獄谷の対決』：監督並木鏡太郎、1954年8月17日公開 - 伊藤宗印
- 『日本敗れず』：総指揮田辺宗英、監督阿部豊、1954年10月25日公開 - 平井枢相
- 『結婚期』：監督井上梅次、製作・配給東宝、1954年11月16日公開
- 『鶏はふたたび鳴く』：監督五所平之助、1954年11月30日公開 - 谷子の父
- 『長脇差大名』：監督加戸野五郎、1955年3月8日公開 - 松平忠正
- 『皇太子の花嫁』：監督小森白、1955年4月5日公開 - 桂家の執事
- 『次郎物語』：監督清水宏、1955年10月25日公開 - 祖父
- 『息子一人に嫁八人』：監督志村敏夫、1955年12月6日公開 - 矢部博士
- 『お嬢さん女中』：監督小森白、1955年12月20日公開 - 真弓の祖父
- 『何故彼女等はそうなったか』：監督清水宏、1956年2月5日公開 - トミの実父
- 『社長三等兵』：監督志村敏夫、1956年3月6日公開 - 山切準之助
- 『剣豪対豪傑 誉れの決戦』：監督近江俊郎、1956年3月13日公開 - 石鉄舟仙人
- 『現代の欲望』：監督丸山誠治、製作・配給東宝、1956年6月22日公開
- 『女大学野球狂時代』：監督小森白、1956年7月26日公開 - 雪海和尚
- 『快傑修羅王』：監督丸根賛太郎、1956年8月1日公開 - 北條右近
- 『日本橋』：監督市川崑、製作大映東京撮影所、配給大映、1956年10月1日公開 - 植木屋甚平
- 『新己が罪』：監督毛利正樹、1956年10月9日公開 - 箕輪伝蔵
- 『金語楼の天晴運転手物語』：監督斎藤寅次郎、1956年10月21日公開 - 平山老人
- 『空飛ぶ円盤恐怖の襲撃』：監督関沢新一、製作国光映画、1956年11月7日公開 - 保科博士
- 『白蝋城の妖鬼』：監督曲谷守平、1957年7月30日公開 - 松平輝高
- 『鏡山誉の女仇討』：監督並木鏡太郎、1957年10月29日公開 - 松平周防守
- 『関八州喧嘩陣』：監督毛利正樹、1958年2月4日公開 - 父親・伝吉
- 『天皇・皇后と日清戦争』：監督並木鏡太郎、1958年3月14日公開 - 出征兵士の父
- 『朱桜判官』：監督加戸野五郎、1958年5月11日公開 - 工藤甚衛門
- 『亡霊怪猫屋敷』：監督中川信夫、1958年7月13日公開 - 慧善
- 『女吸血鬼』：監督中川信夫、1959年3月7日公開 - 和田老人
- 『影法師捕物帖』：監督中川信夫、1959年4月29日公開 - 船頭吉兵衛
- 『双竜あばれ雲』：監督並木鏡太郎、1959年5月30日公開 - 猿丸
- 『東海道四谷怪談』：監督中川信夫、1959年7月1日公開 - 浄念和尚
- 『海女の化物屋敷』：監督曲谷守平、1959年7月17日公開 - 住職
- 『海豹の王』：監督三輪彰、1959年12月1日公開 - 彦八
- 『怪猫お玉が池』：監督石川義寛、1960年7月1日公開 - 宗禅和尚
- 『花嫁吸血魔』：監督並木鏡太郎、1960年8月27日公開 - 専務
- 『トップ屋を殺せ』：監督高橋典、1960年9月8日公開 - 樋口
- 『恋愛ズバリ講座』：監督三輪彰、1961年1月21日公開 - 住職
- 『南の風と波』：監督橋本忍、製作・配給東宝、1961年2月14日公開 - 白髪の漁師
- 『胎動期 私たちは天使じゃない』：監督三輪彰、1961年4月12日公開 - 春子の祖父

### フリーランス
- 『大吉ぼんのう鏡』：監督猪俣勝人、製作シナリオ文芸協会、配給大宝、1962年1月3日公開 - 水骨老師
- 『喜劇 にっぽんのお婆あちゃん』：監督今井正、製作M・I・Iプロダクション、配給松竹、1962年1月3日公開 - モグモグじいさん手塚
- 『重役候補生No.1』：監督古沢憲吾、製作・配給東宝、1962年7月7日公開 - 大川亀太郎